# Space disco
Space disco – odmiana muzyki disco, która wyewoluowała z podgatunku euro disco i związana jest z science fiction. Cieszyła się popularnością w latach 1977-79, po czym została niemal zupełnie zapomniana.
Narodziny space disco miały swą przyczynę prawdopodobnie w sukcesach filmów science fiction, zwłaszcza Gwiezdnych wojen i Bliskich spotkań trzeciego stopnia (oba z 1977 roku), które wywołały wzrost gwałtowny wzrost zainteresowania tematyką science fiction w kulturze popularnej, w tym również w muzyce disco. Jedną z pierwszych grup space disco była francuska Space.
Artyści grający space disco występowali zazwyczaj w „futurystycznych” kostiumach, inspirowanych glam rockiem.

## Wybrani wykonawcy
- Cerrone
- Space
- Sarah Brightman (z zespołem Hot Gossip)
- Sheila & B. Devotion („Spacer”)
- Dee D. Jackson („Automatic Lover”)
- Ganymed

## Wybrane przeboje

### 1977
- Cerrone – „Supernature”
- Droids – „The Force”
- Kebekelektrik – „Magic Fly”
- Meco – „Star Wars: Title Theme”
- Rockets – „Space Rock”
- Space – „Magic Fly”
- Universal Robot Band – „Space Disco”
- Space Project – „Conquest Of The Stars”

### 1978
- Automat – „Droid”
- Sarah Brightman – „(I Lost My Heart To a) Starship Trooper”
- Galactic Force Band – „Theme From Star Trek”
- Dee D. Jackson – „Automatic Lover”
- Amanda Lear – „Black Holes”
- Laurie Marshall – „Disco Spaceship”
- Mistral – „Starship 109”
- Giorgio Moroder – „Battlestar Galactica”

### 1979
- Player One – „Space Invaders”
- Sheila & B. Devotion – „Spacer”

### 1980
- Kano – „I’m Ready”